# Nanoarchaeum equitans
Nanoarchaeum equitans або наноархея — вид дуже маленьких архей, знайдений в 2002 році в гідротермальних отворах біля узбережжя Ісландії німецьким мікробіологом Карлом Стеттером (Karl Stetter), єдиний клонований вид у своєму типі. Зараз вони знайдені у гарячих джерелах по всьому світу. Наноархеї є екстремальними термофілами, що живуть при температурах близьких до температури кипіння. Їх клітини мають лише 400 нм в діаметрі, що робить їх найменшим відомим живим організмом, можливо після нанобактерій та нанобів, існування яких як живих організмів все ще спірне. Клітинна стінка наноархей складається з S-шару, який, здається, вкриває периплазматичний простір.
Наноархеї не можуть рости в чистій культурі, і здається, є обов'язковими симбіонтами іншої археї, Ignicoccus, вони вимагають контакту з цим організмом для виживання. Невідомо, чи Ignicoccus отримує будь-яку користь від наноархей. Метаболізм наноархеї невідомий, але її хазяїн є автотрофом, з H2 як донор електрона та елементарною сіркою як акцептор.

## Філогенетика та геноміка
Наноархеї являють собою дуже окрему гілку домену Археї, що відрізняється від решти представників домену. Проте, довго існували складнощі у визначенні точної філогенетичної позиції цього організму, тому що 16S рРНК цього організму дуже унікальна. 16S рРНК наноархей містить багато замін основ, навіть в районах дуже добре збережених серед решти типів архей. Навіть олігонуклеотидні праймери, що використовувалися для ампліфікації (за допомогою PCR) 16S рРНК всіх відомих видів архей не працювали з наноархеями.
Геном цього мікроба становить лише 490 885 пар основ, це найменший невірусний секвенований геном, поряд з приблизно рівним за розміром геномом Carsonella ruddii, відкритим в 2006 році. Цікаво, геном наноархей не має ідентифікованих генів для більшості метаболічних функцій, включаючи синтез амінокислот, нуклеотидів та коферментів. Також в геномі відсутні гени для білків катаболічних реакцій, таких як гліколіз. Здається, всі ці функції виконуються для наноархей їх хазяїном. Також не знайдено функціональних АТФаз, що означає, що наноархея може бути не тільки вуглецевий, але й енергетичний паразит Ignicoccus. Здається, наноархея паразитує для отримання більшості необхідних метаболітів, аналогічно паразитам людини Rickettsia та Chlamydia.
Серед генів, що залишилися у наноархеї — всі ферменти для основних молекулярних процесів — реплікації ДНК, транскрипції, і трансляції. Тобто всі гени для ланцюжка ДНК->РНК->білок не були втрачені цим організмом. На додаток, геном наноархеї найкомпактніший з усіх відомих, більш ніж 95 % ДНК кодує білки.

## Еволюція
Організм є дуже ранньою гілкою архей, та найменш еволюційно зміненим серед усіх представників домену. Здається, що наноархея не завжди була паразитом. Це б вимагало існування ще менш зміненого організму, на якому вона могла б паразитувати. У будь-якому випадку предок наноархей характеризувався невеликим розміром геному. Наноархея живе дуже близько до абсолютної межі розміру клітини та розміру генома, єдиними меншими структурами, здатними до самореплікації, є віруси, які не мають клітинної будови. Зараз не знайдено вільно-живучих наноархей, і паразитизм може бути характерною ознакою всього типу.